# Synalibas perplexus
Synalibas perplexus är en insektsart som först beskrevs av Hancock, J.L. 1915.  Synalibas perplexus ingår i släktet Synalibas och familjen torngräshoppor. Inga underarter finns listade i Catalogue of Life.